# Норко (Каліфорнія)
Норко (англ. Norco) — місто (англ. city) в США, в окрузі Ріверсайд штату Каліфорнія. Населення — 26 316 осіб (2020).

## Географія
Норко розташоване за координатами 33°55′32″ пн. ш. 117°33′7″ зх. д. / 33.92556° пн. ш. 117.55194° зх. д. (33.925519, -117.551958).  За даними Бюро перепису населення США в 2010 році місто мало площу 36,98 км², з яких 36,16 км² — суходіл та 0,82 км² — водойми.

## Демографія
Згідно з переписом 2010 року, у місті мешкали 27 063 особи в 7023 домогосподарствах у складі 5583 родин. Густота населення становила 732 особи/км².  Було 7322 помешкання (198/км²).
Расовий склад населення:
| - 76,3 % — білих - 7,0 % — чорних або афроамериканців - 3,1 % — азіатів - 0,9 % — корінних американців - 0,2 % — вихідців з тихоокеанських островів - 9,3 % — осіб інших рас |

До двох чи більше рас належало 3,2 %. Частка іспаномовних становила 31,1 % від усіх жителів.
За віковим діапазоном населення розподілялося таким чином: 20,3 % — особи молодші 18 років, 70,0 % — особи у віці 18—64 років, 9,7 % — особи у віці 65 років та старші. Медіана віку мешканця становила 39,5 року. На 100 осіб жіночої статі у місті припадало 136,8 чоловіків;  на 100 жінок у віці від 18 років та старших — 146,7 чоловіків також старших 18 років.
Середній дохід на одне домашнє господарство  становив 102 905 доларів США (медіана — 88 051), а середній дохід на одну сім'ю — 113 022 долари (медіана — 97 576). Медіана доходів становила 59 740 доларів для чоловіків та 47 167 доларів для жінок. За межею бідності перебувало 7,0 % осіб, у тому числі 8,3 % дітей у віці до 18 років та 5,2 % осіб у віці 65 років та старших.
Цивільне працевлаштоване населення становило 10 524 особи. Основні галузі зайнятості: освіта, охорона здоров'я та соціальна допомога — 17,1 %, роздрібна торгівля — 12,6 %, будівництво — 11,4 %, науковці, спеціалісти, менеджери — 10,5 %.